# آدریانا آرائوخو (روزنامه نگار)
آدریانا فاتیما د آرائوخو، معروف به آدریانا آرائوخو (زاده ۱۸ آوریل ۱۹۷۲)، روزنامه‌نگار برزیلی است. او در ایتابیریتو، میناس گرایس به دنیا آمد و فارغ‌التحصیل روزنامه‌نگاری از دانشگاه کاتولیک پاپی میناس گرایس است.